# 艾菲·韋文
艾菲·韋文（英語：Alfie Whiteman，1998年10月2日—）為英格蘭足球員，司職門將，現為自由身，曾效力英格蘭超級足球聯賽球會熱刺。

## 生涯
2015年，韋文加入熱刺青訓學院。2019年與球會續約至2022年。
2020年11月26日，韋文在歐霸盃對的賽事中，在第82分鐘入替。
2021年8月12日，韋文以租借形式加盟瑞典甲級聯賽球隊迪加科斯。

## 荣誉

### 俱乐部
热刺
- 欧洲联赛冠軍：2024–25年

## 外部連結
- Soccerway資料庫：艾菲·韋文
- Profile （页面存档备份，存于） @ Tottenhamhotspur.com